# مستشفى 500500
مستشفى 500500 أو المعهد القومي للأورام الجديد هي مستشفى قيد الإنشاء تختص بعلاج وأبحاث السرطان تابعة لجامعة القاهرة.
تقع المستشفى في مدينة الشيخ زايد بمصر، وعند إكتمال جميع مراحلها ستوفر 1020 سرير بالقسم الداخلي و500 سرير بوحدة علاج اليوم الواحد، و60 غرفة عمليات كبرى، و15 جهازًا للعلاج الإشعاعي، ومركزًا متكاملًا لأبحاث السرطان المتطورة يضم معامل الأبحاث المعملية التي تغطي كل مجالات العلوم الخاصة بالوقاية وتشخيص وعلاج الأورام، كما يشمل المشروع منشأة متكاملة ومعتمدة لحيوانات التجارب الدوائية والجراحية، وبنوكًا للخلايا الجذعية وللجينات الوراثية المرتبطة بالسرطان. المستشفى ستصبح أكبر مستشفى متخصص في علاج السرطان في العالم.

## المرحلة الأولي
تتكون المرحلة الأولى من المشروع على 2 لإقامة المرضى بطاقة 340 سريراً (أسرة مرضى - رعاية مركزة - زرع نخاع)، وعدد 2 أجنحة للعيادات الخارجية لكافة التخصصات بطاقة استيعابية 1440 مريض في اليوم،20 غرفة عمليات كبرى، بالإضافة إلى وحدة علاج كيميائى لليوم الواحد بعدد 122 كرسى لعلاج 350 مريض في اليوم، ووحدة علاج تلطيفى لليوم الواحد بعدد 30 سريرا، فضلاً عن عدد 6 أجهزة متنوعة للعلاج الاشعاعى بطاقة استيعابية 215 مريض في اليوم، ووحدة أشعة تشخيصية بطاقة استيعابية 800 مريض في اليوم، ومكان لإستقبال طوارئ الأورام بطاقة إستيعابية 120 مريض في اليوم، ووحدة إجراءات تشخيصية وعلاجية صغرى بطاقة استيعابية 214 مريض في اليوم، وعدد 4 أدوار تحت الأرض للخدمات الطبية وغير الطبية، ومبنى سكن الأطباء ومحطة الخدمات المركزية.